# Бінгьольський землетрус (1971)
Бінгьольський землетрус 1971 року — землетрус магнітудою 6,6 Mw стався о 22 травня. Він мав магнітуду поверхневої хвилі 6,9 і максимальну інтенсивність VIII (Сильний) за шкалою інтенсивності Меркаллі, що призвело до загибелі 755—1000 людей.

## Тектонічна обстановка

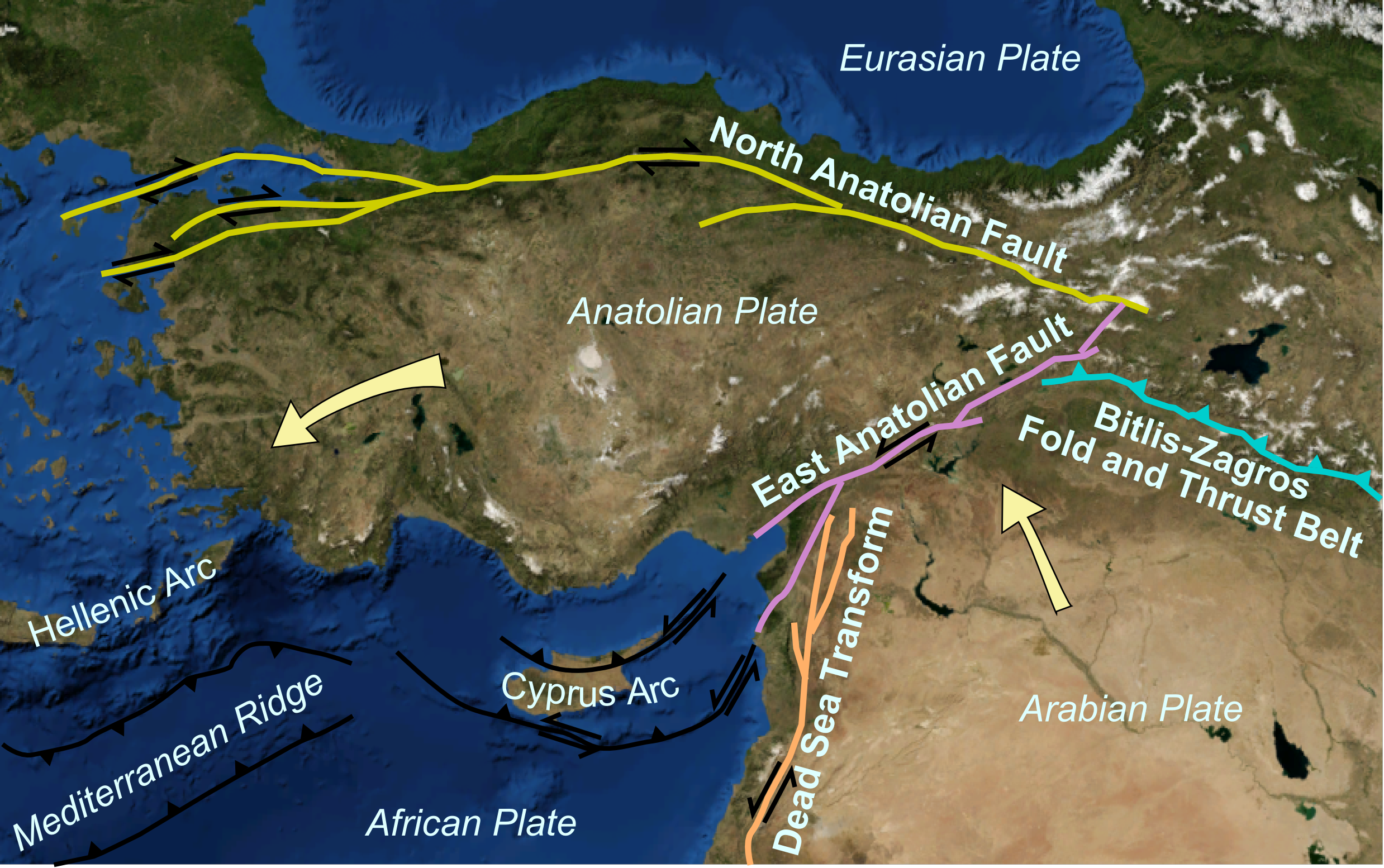
Карта Анатолійської плити із зображенням Східноанатолійського розлому.

Більша частина Туреччини лежить на Анатолійській плиті. Деформація відбувається через три основні розломи: східна частина Еллінської западини вміщує конвергенцію між плитою Егейського моря та Анатолійською плитою на півдні, Північно-Анатольський розлом на півночі вміщує зіткнення між Аравійською плитою та Євразійською плитою, яка сили на захід Анатолії, а Східноанатолійський розлом на сході, на якому стався цей землетрус, зазнає такої ж деформації.

## Землетрус
Землетрус магнітудою 6,6 стався поблизу турецького міста Бінгьоль о 18:44 за місцевим часом. Глибина, на яку він вдарився, залежить від агентства, але погоджується, що вона дуже дрібна. Приблизно від 3 км до 10 км. Механізм осередку, ймовірно, був зсувом, оскільки цей землетрус стався на Східно-Анатолійському розломі. У день головного поштовху було два афтершоки магнітудою 5,1. Основний поштовх розірвався вздовж 35 км × 12 км ділянки Східно-Анатолійського розлому. Друга зона розриву розміром 20 км × 12 км була виявлена на північному сході. Дві зони розриву призвели до максимального ковзання 60 см і 40 см відповідно.

## Пошкодження
У результаті землетрусу загинуло щонайменше 755 людей, ще 1200 отримали поранення. У Бінгель було зруйновано 90 відсотків будівель, включаючи в'язницю та лікарню. Це завдало збитків на загальну суму 5 млн дол. США.

## Подальше читання
- Сеймен, І. і Айдін, А. (1972). Бінгельський землетрусний розлом і його зв'язок із зоною розлому Північної Анатолії . Вісник дослідження і розвідки корисних копалин, 79 (79), 1–12.